# Otto Olsson
Otto Emanuel Olsson, född 19 december 1879 i Stockholm, död 1 september 1964 i Stockholm, var en svensk organist och tonsättare.

## Biografi
Olsson började redan som 20-åring sin karriär som konserterande organist. Under nära 50 år, från 1907 till 1956 var han organist i Gustaf Vasa kyrka i Stockholm. 1908 blev han lärare vid Musikkonservatoriet i Stockholm. 1926 blev han professor i orgelspel.
Olsson hade i mångt och mycket franska förebilder både som musiker, pedagog och kompositör. Man kan även se detta i de många orglar han som orgelexpert var med om att planera.
Som pedagog fostrade han under sin långa gärning flera generationer kyrkomusiker i en bred repertoar. I hans notbibliotek för orgel hittar man musik från renässans till den tidens modernism.
Olsson var en produktiv tonsättare och hans orgel- och körverk tillhör idag standardrepertoaren. Kollegan Emil Sjögren, som han lärde känna i unga år, uppmuntrade Olsson att komponera och hjälpte honom med förlagskontakter och konserter. I Olssons tidigare verk kan man spåra ett inflytande från Sjögren, men Olsson var aldrig hans elev.
Olssons kompositioner kännetecknas av en välutvecklad kontrapunkt med intrikata stämmor i senromantisk stil. Han intresserade sig liksom sina franska kollegor för de gamla gregorianska melodierna. Bland de större verken märks till exempel den andra orgelsymfonin, Credo Symphoniacum från 1918. Här använder han enbart gregorianska teman som symboliserar treenigheten: Fadern, Sonen och den Helige Ande. Symfonin är även komponerad i tre satser.
Olssons rika produktion inkluderade över 70 körsånger, bl.a, den välkända Advent och sex Latinska hymner som utkom 1919. Han komponerade även för orkester och här märks framför allt hans Te Deum, som framfördes första gången 1910 och blev så populärt att det framfördes över 100 gånger under hans livstid - även utomlands. Även hans Requiem och Symfoni i g-moll bör nämnas. Koralen till psalmen Vår blick mot helga berget går, skriven till Kristi förklarings dag, är också den förknippad med hans namn.

## Verkförteckning (viktigaste verk)
Huvudartikel: Verklista för Otto Olsson

### Orkesterverk
- Symfoni g-moll, op. 11 (1901-1902)
- Svit för liten orkester op. 12, 1902
- Introduktion och scherzo för piano och orkester op 19, 1905

### Kammarmusik
- Stråkkvartett g-moll, 1899
- Stråkkvartett nr 1 G-dur op 10, 1901
- Stråkkvartett B-dur, 1903
- Stråkkvartett nr 2 G-dur op 27, 1907
- Stråkkvartett nr 3 a-moll op 58, 1945-48
- Pianokvintett A-dur op 1, 1899
- Violinsonat nr 1 D-dur op 4, 1899
- Violinsonat nr 2 d-moll op 22, 1905
- Romans för violin och orgel op 24, 1910

### Verk för piano
- Fyra pianostycken op 2, 1898-1901
- Vid juletid op 3, 1898-1902 o 1907
- Sex akvareller op 8, 1897-1903
- Sex scherzi op 9, 1901-05
- Elegiska danser op 34, 1905-08
- Ur skizzboken op 43, 1909

### Verk för orgel
- Sju miniatyrer op 5, 1895-1900?
- Symfoni nr 1 Ess-dur op 15, 1902
- Två orgelstycken op 14
- Adagio Dess-dur och Meditation, 1903 resp 1905
- Suite G-dur op 20, 1904
- Marche solennelle op 17:1, 1906
- Fem pedalstudier op 26, 1906
- Svit för harmonium op 16, 1908
- Cantilena op 17:2, 1908
- Pastorale op 17:3, 1908
- Tolv orgelstycken över koralmotiv op 36, 1908
  1. Advent
  2. Jul
  3. Jul
  4. Nyår
  5. Trettondedagen
  6. Botdagen
  7. Långfredag
  8. Påsk
  9. Kristi Himmelfärdsdag
  10. Pingst
  11. Heliga Trefaldighetssöndag
  12. Tacksägelsesöndagen
- Fantasi och fuga över Vi love Dig o store Gud i e-moll frygisk tonart op 29, 1909
- Sonat E-dur op 38, 1910?
- Preludium och fuga i ciss-moll, op 39, 1910
- Fem kanon op 18, 1903-10
- Gregorianska melodier häfte 1, op 30, 1910
- Tre etyder op 45
- Fantasia cromatica, Sestetto o Berceuse
- Variationer över Ave maris stella op 42
- Fem trios op 44, 1911?
- Gregorianska melodier häfte 2 (Six pieces on old churchsongs) op 47, 1912?
- Symfoni nr 2 Credo symphoniacum op 50, 1918
- Preludium och fuga i fiss-moll, op 52, 1918
- Preludium och fuga i diss-moll, op 56, 1935

### Större körverk
- Requiem för soli, kör och orkester op 13, 1903
- Te Deum för kör och orkester op 25, 1906
- Kantat vid kyrkoherdeinstallation för soli, kör och orgel op 31:1, 1907
- Kantat vid kyrkoinvigning för soli, kör och orgel op 46 (komponerad till Engelbrektskyrkans invigning) (Edvard Evers), 1914
- Kantat vid Odd Fellows 100-årshögtid för soli, manskör, violin, piano och orgel op 49:2 (Nils Flensburg), 1919
- Kantat vid kyrkoherdeinstallation för soli, kör och orgel op 31:2 (Anders Frostensson), 1938
- Kantat vid S:ta Maria Magdalena församlings 600-årsjubileum för soli, kör, violin och orgel op 59, 1947

### Mindre körverk
- Sex körsånger a cappella op 32, ca 1909
  1. Trettondedagssång
  2. Långfredagssång (Franz Michael Franzén)
  3. Kristi Himmelfärdsdag (Franz Michael Franzén)
  4. Pingstsång (svensk tolkning Erik Gustaf Geijer)
  5. Vid nattvardsgång (Jesper Svedberg)
  6. Lovsång (Tacksägelsen) (Johan Olof Wallin)
- Advents- och julsånger op 33, för blandad kör och orgel (1908–16)
  1. Advent (Paul Nilsson) Sions dotter lyft din panna
  2. Julsång (Johan Olof Wallin) Lovsjungen Herrens nåd o makt
  3. Gammal julvisa (trad. från Halland) Guds son är född
  4. Davids 121 psalm Jag lyfter mina ögon
  5. Nyårspsalm (Paul Nilsson) O Gud som åter tänder
  6. Det brinner en stjärna i Österland (Paul Nilsson)
  7. Jungfru Marias lovsång (Paul Nilsson) Min själ prisar storligen
- Sex latinska hymner op 40, ca 1912
  1. Psalmus CXX
  2. Canticum simeonis
  3. Psalmus CX
  4. Jesu dulcis memoria
  5. Ave maris stella
  6. Rex gloriose martyrum
- Tre latinska körsånger op 55, 1927-35
  1. Jesu corona celsior (tillägnat Uppsala Domkyrkas Gosskör)
  2. Auctor beate saeculi
  3. Aeterne Rex altissime
- De tempore vernali (för damkör) op 54, 1935
- Mer än 30 manskvartetter därbland:
  1. Bland sångarbröder (Erik Axel Karlfeldt), 1905
  2. Septemberafton (Daniel Fallström), 1905
  3. Visa (And. P. Qvist), 1905
  4. Drömmar (Erik Axel Karlfeldt), 1905
  5. Bundna toner (Erik Natanael Söderberg), 1906
  6. Domaredansen (folkvisa), 1908
  7. Dalvisa (Oscar Fredric), 1908
  8. Vallarelåt (Gustaf Fröding), 1910
- Sång vid Stockholmsutställningens öppnande op 53 (Sten Selander), 1930
- En sångardag (Paul Nilsson), 1953

### Sånger
- Tre lustiga riddare (Anna Maria Roos) (med piano) op 6:4, 1901
- Tantum ergo (med violin och orgel) op 23:1, 1906
- Fyra andliga sånger (med orgel) op 35, 1908
- Tre psalmer av David (med orgel) op 41, 1908?
- Ave Maria (med violin och orgel) op 23:2, 1909
- Härlig är helgedomen (med orgel) op 61, 1931
- Tre bröllopssånger (med piano eller orgel) op 57 1942
- Jan Hinnerk, nederländsk folkvisa
- Näckens polska (Arvid August Afzelius)

### Psalmer
- Vår blick mot helga berget går, (Den svenska psalmboken 1986 nr 165) tonsatt 1916 och kan användas som melodivariant till Den stora vita skaran där Finns på Wikisource.
- Vår Gud är stor i SMF 1920 Finns på Wikisource.
- Vänta efter Herren och den bearbetade Vila i din väntan, (Den svenska psalmboken 1986 nr 165) tonsatt 1921

### Skrifter och böcker
- 1921 års koralbok med 1819 års psalmer, redigerad 1931

### Webbkällor
- Otto Olssons hemsida med mer fullödig verkförteckning (arkiverad 30 augusti 2014).